# Campeonato Mundial de Meia Maratona de 1998
O 7º Campeonato Mundial de Meia Maratona foi realizado em 27 de setembro de 1998 na cidade de Uster, Suíça. Um total de 236 atletas, 139 homens e 97 mulheres, de 54 países, participaram.

## Resultados

### Corrida Masculina

#### Individual
| Posição | Competidor        | Nacionalidade | Tempo   |
| ------- | ----------------- | ------------- | ------- |
| 1       | Paul Koech        | KEN           | 1:00:01 |
| 2       | Hendrick Ramaala  | RSA           | 1:00:24 |
| 3       | Khalid Skah       | MAR           | 1:00:24 |
| 4       | Seid Ibrahim      | ETH           | 1:00:31 |
| 5       | Gert Thys         | RSA           | 1:00:37 |
| 6       | Antonio Silio     | ARG           | 1:00:45 |
| 7       | Luís Jesus        | POR           | 1:01:10 |
| 8       | Tendai Chimusasa  | ZIM           | 1:01:14 |
| 9       | Abner Chipu       | RSA           | 1:01:20 |
| 10      | Shem Kororia      | KEN           | 1:01:30 |
| 11      | John Gwako        | KEN           | 1:01:36 |
| 12      | Ronaldo da Costa  | BRA           | 1:01:18 |
| 13      | Joseph Kibor      | KEN           | 1:01:42 |
| 14      | Bartolomé Serrano | ESP           | 1:01:43 |
| 15      | Martín Fiz        | ESP           | 1:01:47 |

#### Equipas
| Posição | País          | Competidores                                                           |
| ------- | ------------- | ---------------------------------------------------------------------- |
| 1       | África do Sul | Hendrick Ramaala (2º) Gert Thys (5º) Abner Chipu (9º)                  |
| 2       | Quênia        | Paul Koech (1º) Shem Kororia (10º) John Gwako (11º)                    |
| 3       | Etiópia       | Seid Ibrahim (4º) Girma Alemayehu (19º) Addis Abebe (29º)              |
| 4       | Portugal      | Luís Jesus (7º) Luís Novo (16º) Carlos Patrício (24º)                  |
| 5       | Espanha       | Bartolomé Serrano (14º) Martín Fiz (15º) Francisco Javier Cortés (18º) |

### Corrida Feminina

#### Individual
| Posição | Competidora         | Nacionalidade | Tempo   |
| ------- | ------------------- | ------------- | ------- |
| 1       | Tegla Loroupe       | KEN           | 1:08:29 |
| 2       | Elana Meyer         | RSA           | 1:08:32 |
| 3       | Lidia Simon         | ROM           | 1:08:58 |
| 4       | Olivera Jevtić      | YUG           | 1:10:02 |
| 5       | Annemari Sandell    | FIN           | 1:10:04 |
| 6       | Joyce Chepchumba    | KEN           | 1:10:10 |
| 7       | Julia Vaquero       | ESP           | 1:10:33 |
| 8       | Cristina Pomacu     | ROM           | 1:10:39 |
| 9       | Yukiko Okamoto      | JPN           | 1:10:50 |
| 10      | Leah Malot          | KEN           | 1:11:04 |
| 11      | Albertina Dias      | POR           | 1:11:08 |
| 12      | Alina Ivanova       | RUS           | 1:11:18 |
| 13      | Svetlana Zakharova  | RUS           | 1:11:26 |
| 14      | María Luisa Larraga | ESP           | 1:11:30 |
| 15      | Maria Guida         | ITA           | 1:11:31 |

#### Equipas
| Posição | País    | Competidoras                                                        |
| ------- | ------- | ------------------------------------------------------------------- |
| 1       | Quênia  | Tegla Loroupe (1ª) Joyce Chepchumba (6ª) Leah Malot (10ª)           |
| 2       | Romênia | Lidia Simon (3ª) Cristina Pomacu (8ª) Constantina Diţă (29ª)        |
| 3       | Espanha | Julia Vaquero (7ª) María Luisa Larraga (14ª) Rocío Ríos (23ª)       |
| 4       | Rússia  | Alina Ivanova (12ª) Svetlana Zakharova (13ª) Firiya Sultanova (20ª) |
| 5       | Japão   | Yukiko Okamoto (9ª) Kazumi Matsuo (22ª) Mayumi Ichikawa (34ª)       |